# Alice Lowe
Alice Lowe (Coventry, 3 de abril de 1977) é uma atriz e escritora inglesa.